# Batalla del Camp de Safrà
L'anomenada batalla del Camp de Safrà (en grec, Κρόκιον πεδίον Krókion pedíon) o Batalla de Volo (353 aC o 352 aC) va ser una batalla de la Tercera Guerra Sagrada, lliurada entre els exèrcits de la Fòcida, sota Onomarc, i l'⁣exèrcit conjunt de Tessàlia i Macedònia sota Filip II de Macedònia. Els focis van ser derrotats decisivament per les forces de Filip. La victòria de Filip va assegurar el seu nomenament com a governant de Tessàlia i marcà un pas important en l'⁣ascens de Macedònia a l'ascendència política a l'antiga Grècia. L'opinió entre els historiadors està dividida quant a l'any de la batalla; alguns diuen el 353 aC, i altres el 352 aC.

## Rerefons

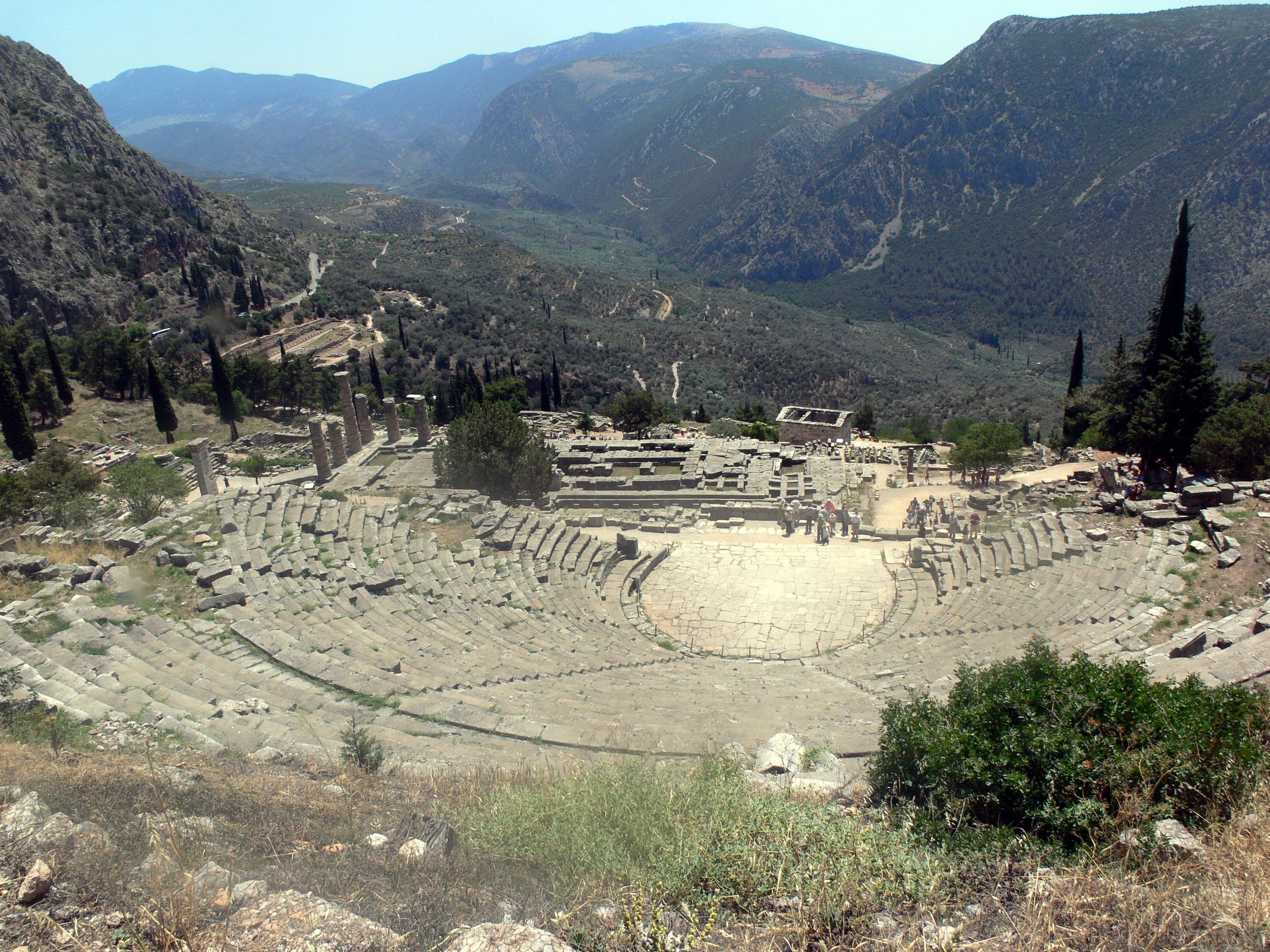
Les runes de l'antiga Delfos